# Denis Auguste Duchêne
Denis Auguste Duchêne (Juzennecourt, 23 settembre 1862 – Bihorel, 9 giugno 1950) è stato un generale francese, che allo scoppio della prima guerra mondiale nel 1914 ricopriva l'incarico di Capo di stato maggiore del XX Corpo d'armata, allora al comando del generale Ferdinand Foch, schierato lungo la frontiera con la Lorena, e considerato l'élite dell'Armée de terre. Promosso generale di brigata assunse il comando della 42ª Divisione di fanteria, passando poi a quello del XXXII Corpo d'armata e infine del II Corpo d'armata. elevato al rango di generale di divisione fu comandante della Xe Armée, delle truppe alleate schierate in appoggio a Regio Esercito italiano dopo la sconfitta di Caporetto e infine della VIe Armée. In seguito all'esito negativo della terza battaglia dell'Aisne fu rimosso dal comando della VIe Armée, sostituito dal generale Jean Marie Joseph Degoutte, e sottoposto a Commissione d'inchiesta per volere del Capo del Governo Georges Clemenceau. Pienamente riabilitato, nel dopoguerra fu comandante della 19ª Divisione di fanteria di stanza a Rennes, del XIII Corpo d'armata e poi del III Corpo d'armata.

## Biografia
Nacque a Juzennecourt (Alta Marna) il 23 settembre 1862, intraprese la carriera militare entrando il 28 ottobre 1881 all'École spéciale militaire de Saint-Cyr, da cui uscì nel 1883 (Promozione d'Egypte) con il grado di sottotenente. Tra il 1886 e il 1887 partecipò, con il grado di tenente, all'occupazione del Tonchino in seno al 4º Reggimento fucilieri del Tonchino. Promosso al grado di capitano l'11 ottobre 1892 iniziò a frequentare l'École supérieure de guerre, brevettandosi ufficiale di Stato maggiore. Dopo aver lasciato la Scuola di guerra, nel 1895 fu destinato allo Stato maggiore della 4ª Divisione di fanteria, passando a quello del IX Corpo d'armata l'anno successivo. Nel 1898 fu destinato a prestare servizio presso il 32º Reggimento di fanteria. Promosso al rango di comandante di battaglione il 16 marzo 1901, nello stesso mese fu trasferito al 147º Reggimento di fanteria, per passare, il 10 febbraio 1904, allo Stato maggiore della 14ª Divisione di fanteria.
Raggiunto il grado di colonnello, nel 1912 assunse il comando del 69º Reggimento di fanteria. A partire dal 23 marzo 1914 divenne Capo di stato maggiore del XX Corpo d'armata. A quell'epoca veniva considerato un incarico prestigioso, in quanto il XX Corpo d'armata, al comando del generale Ferdinand Foch, era schierato lungo la frontiera con la Lorena, e considerato l'élite dell'esercito.

### La prima guerra mondiale
La guerra scoppiò il 1º agosto successivo, ed egli entrò subito in azione.
Dopo la battaglia delle Frontiere, con la disastrosa sconfitta di Morhange e la ritirata su Nancy, fu incaricato della difesa delle alture della Grand Couronné, che si trovavano ad est della città. Tra il 4 e il 16 settembre difese con successo la posizione dagli attacchi tedeschi, tanto che il fronte si stabilizzò lì fino alla primavera del 1918. Per l'esito di questa brillante azione divenne Ufficiale della Legion d'onore e fu nominato generale di brigata un mese più tardi, il 27 ottobre. Passò per un breve periodo a ricoprire la carica di Capo di stato maggiore della IIe Armée, ed il 16 novembre assunse l'incarico di comandante della 42ª Divisione di fanteria. Tale unità si trovava inizialmente schierata nelle Fiandre prima di passare nelle Argonne. Il 9 marzo 1915 divenne comandante del XXXII Corpo d'armata, e fu promosso al grado, temporaneo, di generale di divisione il 12 dello stesso mese, diventandolo definitivamente il 28 settembre dello stesso anno. Nel 1916 fu fatto Commendatore della Legion d'onore, e assunse il comando del II Corpo d'armata. Il 27 dicembre ricevette l'incarico di comandante della Xe Armée che doveva sostenere l'attacco della Ve Armée e VIe Armée durante la prevista offensiva francese che doveva iniziare nell'aprile del 1917.
In seguito alla sconfitta di Caporetto fu mandato in Italia dove assunse il comando delle truppe alleate mandate in rinforzo al Regio Esercito al fine di evitare il definitivo tracollo del fronte italiano. Tali truppe vennero inizialmente disloccate nelle zone di Brescia e Verona, prima di essere lentamente avviate al fronte.
Di ritorno dall'Italia, l'11 dicembre 1917 assunse l'incarico di comandante della VIe Armée schierata sullo Chemin des Dames. Tale posizione assumeva un forte valore simbolico in seguito alla seconda battaglia dell'Aisne scatenata tra l'aprile ed il maggio 1917 dal comandante dell'esercito francese, generale Robert Georges Nivelle, e che avrebbe dovuto portare alla sconfitta della Germania in tempi rapidi. La linea tenuta dalla VIe Armée si snodava sulle rive dell'Aisne e dell'Ailette, passando per Soissons e Reims, in luoghi in cui pochi mesi prima erano morti centinaia di migliaia di soldati francesi.
Durante la prima offensiva lanciata sul fronte occidentale, dopo la resa della Russia, dal generale Erich Ludendorff (marzo-aprile 1918), la sua armata rimase ai margini della battaglia. Considerata dal comando alleato una zona tranquilla Il 27 maggio l'attacco tedesco si scatenò a sorpresa, e in tutta la sua potenza, portando in poche ore alla rottura del fronte alleato.  La sua ostinazione a non volere applicata la direttiva Pétain, emessa dal Grand Quartier Général, e che prevedeva una difesa in profondità, schierando invece le truppe sulle prime linee, causò una cocente sconfitta.
L'eroismo disperato delle truppe non poté fermare i tedeschi, superiori per numero e mezzi, ed egli, una volta ripresosi dallo shock ordinò la ritirata portando le truppe della VI Armée a sud dell'Aisne. Egli credeva che la cresta dello Chemin des Dames fosse la sola e unica linea da difendere ad oltranza, e rifiutò di ritirarsi immediatamente su una più forte linea di resistenza. Tutto il dispositivo difensivo della VIe Armée venne scardinato, determinando la rottura del fronte e una precipitosa ritirata delle truppe alleate verso la Marna. I tedeschi avanzarono di 19 km in tre giorni, e minacciarono nuovamente Parigi. Il 9 giugno 1918, su decisione del Capo del Governo Georges Clemenceau fu sostituito alla testa della VIe Armée dal generale Jean Marie Joseph Degoutte, e fu quest'ultimo che la guido nelle vittoriosa offensiva lanciata il 18 luglio successivo contro le linee tedesche. Il 12 settembre del 1918 fu messo in disponibilità affinché il suo operato fosse sottoposto a una Commissione d'inchiesta appositamente costituita. Malgrado l'ostinazione di Clemenceau, la Commissione d'inchiesta non prese alcun provvedimento contro di lui, in quanto godeva degli appoggi dei generali Foch e Pétain.
Dopo la fine delle ostilità fu riabilitato, e il 27 marzo 1920 assunse il comando della 19ª Divisione di fanteria di stanza a Rennes. Il 16 luglio dello stesso anno fu fatto Grande Ufficiale della Legion d'onore, e successivamente comandò il XIII e poi il III Corpo d'armata. Venne definitivamente posto in posizione di riserva il 23 settembre 1924. Si spense a Bihorel nel dipartimento della (Senna Marittima) il 9 giugno 1950, e il suo corpo fu sepolto nell'Hôtel des Invalides a Parigi.

### Annotazioni
1. ↑  Si trattava del XII Corpo d'armata francese e dell'XXXII Corpo d'armata inglese, per un totale di 7 divisioni.
2. ↑  Infatti tra le truppe che presidiavano la zona vi si trovavano la 19ª e 22ª Divisione di fanteria bretoni e il IX Corpo d'armata inglese (3 divisioni), reduci dagli scontri di marzo-aprile.
3. ↑  Era sua convinzione che la cresta dello Chemin des Dames fosse la sua linea principale di difesa.
4. ↑  Tale manovra fu effettuata con successo dal generale Henri Gouraud nelle Champagne il 15 luglio successivo.
5. ↑  In questa occasione fu destituito anche il comandante della Ve Armée, generale Joseph Alfred Micheler.

### Fonti
1. 1 2 3 4 5  Tucker, Matysek Wood, Murphy 1996, p. 225.
2. 1 2 3 4 5 6 7 8 9 10 11 12 13 14 15 16 17  Tucker, Roberts 2005, p. 600.
3. ↑  http://www.saint-cyr.org/.../1881-1883-66e-promotion-d-egypte.pdf .
4. 1 2 3 4  Doughty 2009, p. 347.
5. ↑  Cavallaro 2009, p. 340.
6. ↑  Doughty 2009, p. 397.
7. ↑  Cassar 1998, p. 85.
8. ↑  Cavallaro 2009, p. 450.
9. 1 2  Neiberg 2005, p. 321.
10. 1 2 3 4 5  Tucker, Roberts 2005, p. 107.
11. 1 2 3  Neiberg 2005, p. 322.
12. 1 2  Greenhalgh 2011, p. 360.